# Коломинов, Александр Николаевич
Александр Николаевич Коломинов (19 августа 1909 — 1979) — советский военачальник, генерал-лейтенант (31.05.1954).

## Биография
Родился в 1909 году в деревне Позднышево. Член ВКП(б), позднее КПСС, с 1931 года.
С 1929 года — на военной службе, общественной и политической работе. В 1929—1968 годах — на военной службе в ВС Союза ССР, командных и начальствующих должностях в Рабоче-Крестьянской Красной Армии.
Участвовал в советско-финской войне и 19 мая 1940 года был награжден медалью «За отвагу».
В должности начальника штаба 39-й армии подполковник Коломинов 5-21 июля 1942 года руководил выводом частей 9-й армии и 11-го кавалерийского корпуса из окружения, причем лично водил бойцов в атаки. 7 июля 1942 года во время боев в районе города Староселье был контужен. 30 января 1943 года «за образцовое выполнение боевых заданий Командования и проявленные при этом доблесть и мужество» награжден орденом Красной Звезды.
22 августа 1942 года подполковник Коломинов был назначен начальником штаба 9-й армии. Руководил работой штаба армии во время проведения Моздок-Малгобекской и Нальчикско-Орджоникидзевской оборонительных операций. 13 декабря 1942 года полковник Коломинов «за образцовое выполнение боевых заданий Командования» был награжден орденом Красного Знамени. Участвовал в разработке наступательных операций при освобождении городов Прохладный, Минеральные Воды, Армавир и Кропоткин и обеспечивал руководство войсками при проведении Краснодарской наступательной операции. «За правильное руководство штабом армии в наступательных боях, за помощь войскам в их героических действиях» награжден орденом Кутузова II степени.
16 мая 1943 года назначен начальником штаба 37-й армии. 20 июля 1943 года назначен начальником штаба 52-й армии. 25 сентября 1943 года присвоено звание генерал-майора. Участвовал в разработке Черниговско-Полтавской наступательной операции и руководил работой штаба и войск армии при форсировании реки Днепр и «за образцовое выполнение заданий Командования при форсировании реки Днепр, развитие боевых успехов на правом берегу реки и проявленные при этом доблесть и мужество» награжден орденом Отечественной войны I степени.
Руководил армейским штабом во время проведения Кировоградской, Корсунь-Шевченковской, Уманско-Ботошанской и Ясско-Кишинёвской наступательных операций и «за образцовое выполнение боевых заданий командования в период окружения и разгрома группировки противника в районе Корсунь-Шевченковский, а также боевых действиях при выходе на государственную границу СССР» награжден орденом Ленина.
«За выслугу лет» награжден вторым орденом Красной Звезды.
Руководил штабом армии и обеспечивал управление войсками во время проведения Сандомирско-Силезской и Нижне-Силезской наступательных операций и «за образцовое выполнение заданий командования» награжден орденом Суворова II степени
Руководил армейским штабом и штабами частей и соединений во время проведения Берлинской, Баутцен-Вайсенбергской и Пражской наступательных операций и 29 мая 1945 года был награжден вторым орденом Красного Знамени.
В 1948 году с золотой медалью закончил обучение в  Высшей военной академии имени К. Е. Ворошилова.
30 апреля 1949 года назначен начальником штаба Краснознамённого Одесского военного округа. 15 ноября 1950 года «за долголетнюю и безупречную службу в Вооруженных силах СССР» награжден третьим орденом Красного Знамени. В ноябре 1950 года назначен начальником штаба 28-й армии Белорусского военного округа. 31 мая 1954 года присвоено звание генерал-лейтенанта. С августа 1954 по июль 1957 занимал должность начальника штаба Туркестанского военного округа. С 3 ноября 1964 года по июль 1968 года — начальник штаба Сибирского военного округа.
Избирался депутатом Верховного Совета Узбекской ССР 4-го созыва.
Умер в 1979 году. Похоронен на Химкинском кладбище Москвы.